# Barnesville, Georgia
Barnesville är en stad (city) i Lamar County, i delstaten Georgia, USA. Enligt United States Census Bureau har staden en folkmängd på 6 591 invånare (2011) och en landarea på 15,7 km². Barnesville är huvudort i Lamar County.